# Erebia euryale

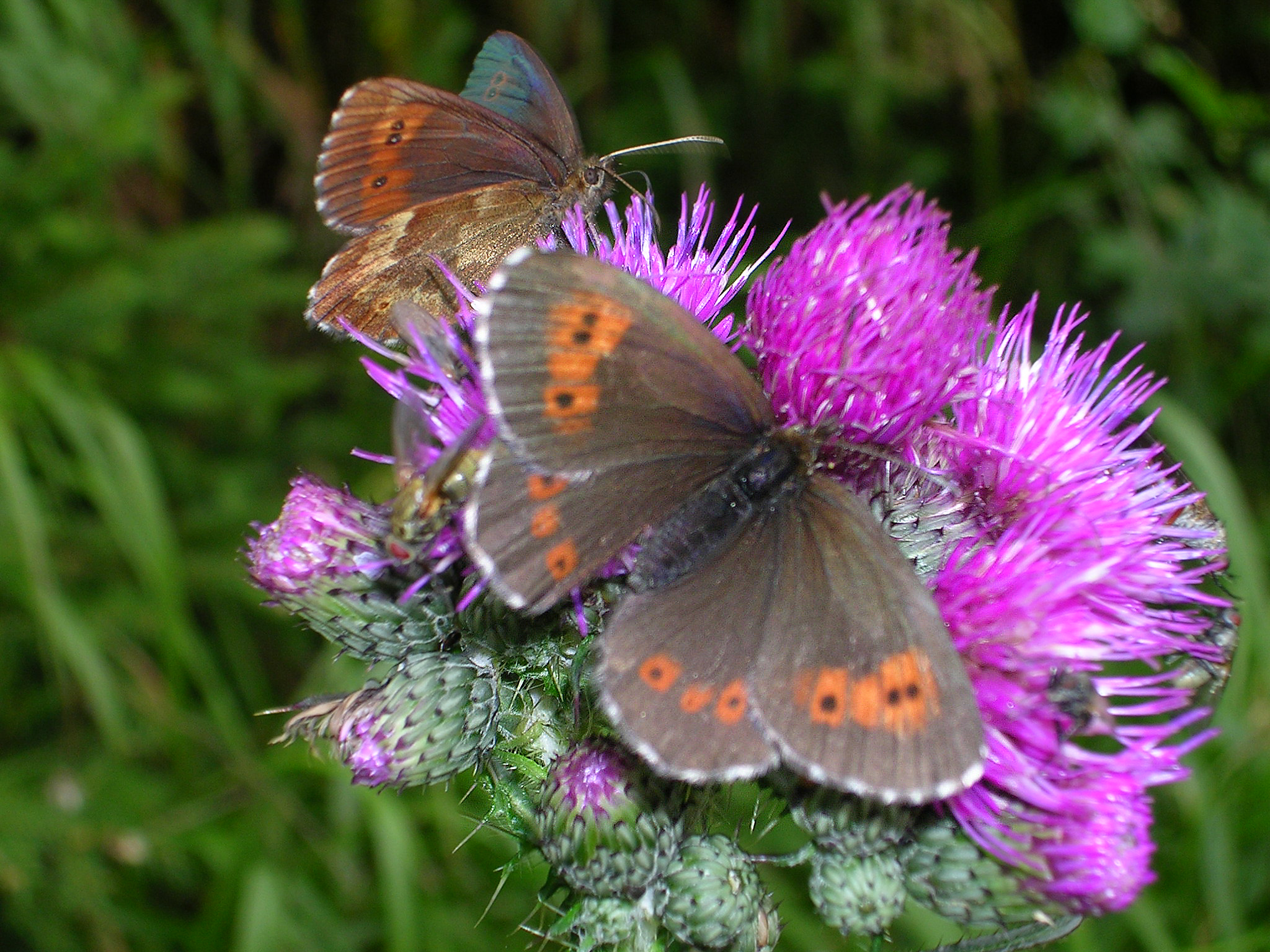
Erebia euryale ocellaris

Erebia euryale, ungebräuchlich auch Weißbindiger Bergwald-Mohrenfalter oder Berg-Mohrenfalter genannt ist ein Schmetterling (Tagfalter) aus der Unterfamilie der Augenfalter (Satyrinae). Das Artepitheton leitet sich von Euryale, einer der drei Gorgonen aus der griechischen Mythologie ab.

## Merkmale
Die Falter sind mittelgroß und haben eine Flügelspannweite von etwa 40 Millimetern. Die Grundfarbe der Flügel variiert in dunkleren Brauntönen. Die Oberseite von Vorder- und Hinterflügel weist eine relativ breite rote Postdiskalbinde auf, die an den Adern z. T. etwas eingeschnürt ist oder sogar in rote Flecke aufgelöst ist. Die Binde reicht meist nicht an den Vorder- und Hinterrand der Flügel. In der Binde sitzen mehrere, meist drei bis vier, in der Größe stark variierende schwarze Augenflecken, die auf der Oberseite eher selten, auf der Unterseite der Flügel eher häufiger weiß gekernt sind. Die Hinterflügelunterseite variiert die Farbe und Intensität der Postdiskalbinde besonders stark. Sie kann sehr schwach gezeichnet und sich fast kaum von der Grundfarbe abheben, oder vor allem bei den Weibchen gelblich weißlich und sehr scharf nach innen begrenzt sein. Gelegentlich ist sogar eine zweite Binde ausgebildet, die die Wurzelregion nach innen scharf begrenzt. Die Variabilität in der Zeichnung, der Größe und Ausbildung der Augenflecke und vor allem die Ausbildung der Postdiskalbinde auf der Hinterflügelunterseite gab Anlass zur Aufstellung von zahlreichen Unterarten, Varietäten und Aberrationen. Das Männchen hat auf der Oberseite der Vorderflügel keinen Duftschuppenfleck.
Das Ei ist in der Grundform oval, jedoch am oberen Ende breit gerundet, unteren Ende deutlich abgeplattet. Es ist nach der Ablage zunächst hellgelb oder auch weißlich mit einem schwachen gelblichen Ton. Nach einigen färbt es sich bräunlich oder hellbeige. Die Oberfläche weist 13 bis 18 (meist 15 bis 17) deutliche Längsrippen auf.
Die Raupe ist im 5. Stadium hellbraun gefärbt, seltener auch rötlich braun. Die hell gerandete Rückenlinie ist dunkelbraun bis schwärzlich und ist auf den ersten Segmenten meist schwach, auf den hinteren Segmenten deutlich ausgebildet. Die Nebenrückenlinien und die Seitenlinien sind dunkelbraun, braun oder graubraun und deutlich gezeichnet. Die Seitenlinie über den Stigmen (Epistigmatale) ist in den Segmenten 2 bis 7 meist keilförmig erweitert. Der rundliche Kopf ist braun und ohne Zeichnung.
Die gedrungen wirkende Puppe misst 12 bis 14,5 Millimeter in der Länge. Die Rüsselscheide ist deutlich länger als die Flügelscheiden. Kopf und Hinterleib sind hellbraun, Thorax, Extremitäten und Flügelscheiden sind etwas heller gefärbt. Die Stigmen sind braun. Die Flügelscheiden weisen keine Zeichnung auf, der Hinterleib lediglich eine sehr schwache. Der Kremaster ist in zwei stumpfe Spitzen ausgezogen, die jedoch keine Borsten tragen.

### Ähnliche Arten
Erebia euryale kann in der Regel kaum mit dem Weißbindigen Mohrenfalter (Erebia ligea) verwechselt werden. Er unterscheidet sich im Wesentlichen durch die geringere Größe und die Hinterflügelunterseite, wo die weiße Binde in der Regel fehlt. Allerdings haben einige Populationen (Unterarten) ebenfalls eine weiße Binde, deren äußere Begrenzung immer verwaschen ist. Der Weißbindige Mohrenfalter (Erebia ligea) hat immer eine deutlich begrenzte weiße Postdiskalbinde, die aber bei einzelnen Exemplaren auch sehr stark reduziert sein kann und daher eine Unterscheidung schwierig machen kann.
Beim Weißbindigen Bergwald-Mohrenfalter sind auf der Hinterflügelunterseite in der Regel einzelne, kleine weiße Flecken vorhanden. Der Graubindige Mohrenfalter (Erebia aethiops) hat eine grauweiße, etwas verwaschen wirkende Binde auf der Hinterflügelunterseite.

## Geographische Verbreitung und Lebensraum
Erebia euryale kommt in gebirgigen Lagen von Spanien bis zum Ural vor (siehe aber unter Taxonomie!). Er ist nachgewiesen im Kantabrischen Gebirge, den Pyrenäen, im französischen Zentralmassiv, im Jura, in den Alpen, den Karpaten, im Riesengebirge (Südpolen, Tschechien), in den Gebirgen der Balkanhalbinsel bis zum Pindos und Rhodopen in Nordgriechenland sowie im Apennin südlich bis zu den Abruzzen. Weitere Vorkommen gibt es in Nordrussland, Südrussland (Udmurtien) und im Ural. Allerdings ist das Vorkommen im Ural umstritten; manche Autoren sehen in Karelien die Ostgrenze des Areals erreicht.
Die Art bevorzugt Nadelwälder, Waldwiesen und Grünerlenbestände ab einer Seehöhe von 800 Metern im Jura und in den Nordalpen. In den Südalpen und den Pyrenäen kommt er ab einer Seehöhe von 1.600 Metern vor. In den Zentralalpen kommt er bis zu einer Höhe von 2.400 Meter vor.

## Lebensweise
Erebia euryale hat einen zweijährigen Entwicklungszyklus. Die Flugzeit der Falter liegt zwischen Ende Juni und Ende August. Durch die zweijährige Entwicklungszeit können die beiden Kohorten der Population ungleich häufig sein. In den Bayerischen Alpen sind die Falter in den ungeraden Jahren häufiger als in den geraden Jahren. Die Eier werden einzeln an grüne oder vertrocknete Pflanzenteile in Bodennähe angeheftet.
Die Eier von Erebia euryale überwintern zunächst, bevor sich die Raupen entwickeln. Sie schlüpfen im Frühjahr und ernähren sich von verschiedenen Süßgräserarten. Sie überwintern als halberwachsene Raupen noch einmal. Insgesamt werden fünf Stadien gebildet (L1-5). Tolman & Lewington nennen als Raupennahrungspflanzen Kalk-Blaugras (Sesleria albicans), Echter Schaf-Schwingel (Festuca ovina), Gewöhnlicher Rot-Schwingel (Festuca rubra), Alpen-Schwingel (Festuca alpina), Hain-Rispengras (Poa nemoralis), Blaugrüne Segge (Carex flacca), Rost-Segge (Carex ferruginea) und Buntes Reitgras (Calamagrostis varia). Sonderegger (2005) nennt zusätzlich noch Borstgras (Nardus stricta), Horst-Segge (Carex sempervirens), Weißliche Hainsimse (Luzula luzuloides), Gewöhnliches Knäuelgras (Dactylis glomerata), Rasen-Schmiele (Deschampsia cespitosa), Gewöhnliches Ruchgras (Anthoxanthum odoratum) und Gemeines Zittergras (Briza media). Die verpuppungsbereite Raupe fertigt aus einigen Spinnfäden und trockenen Pflanzenteilen eine Kammer, meist am Boden in Grasbüscheln, in der sie sich dann auch verpuppt. In der Zucht dauerte das Puppenstadium 13 bis 15 Tage.

## Taxonomie

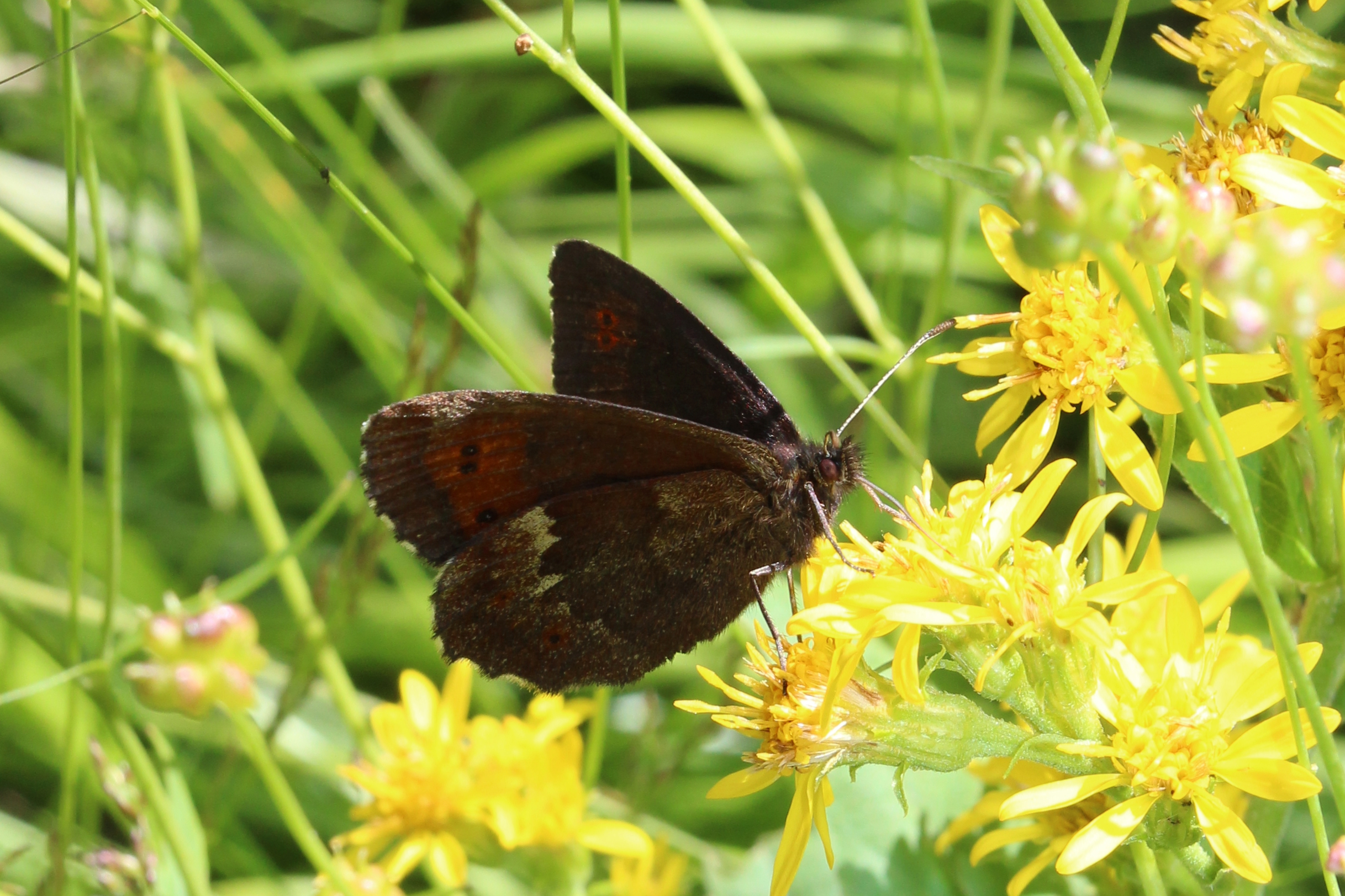
Erebia euryale ocellaris

Die Taxonomie (Umfang und Unterteilung) von Erebia euryale wird derzeit immer noch kontrovers diskutiert. Während Autoren aus West- und Mitteleuropa die einzelnen Populationen eher zusammenfassen und sie als Unterarten betrachten, werden sie von russischen Autoren als euryale-Artkomplex bezeichnet und als selbständige, nahe verwandte Arten behandelt. Man kann die beiden Extrempositionen in der Taxonomie auch mit den Begriffen „Lumping“ und „Splitting“ umschreiben. Entsprechend unterschiedlich sind in der Literatur auch Arealangaben zu Erebia euryale. In der weiten Fassung der Art („Lumping“) werden etwa sechs bis acht Unterarten unterschieden:
- Erebia euryale euryale Esper, die Nominatunterart, Riesengebirge, Sudeten, Nordalpen.
- Erebia euryale adyte Hübner, 1822, in den Zentral- und Südalpen bis zur Ortlergruppe sowie im Schweizer Jura und in Teilen der Abruzzen. Diese Unterart hat größere Augenflecke mit deutlichem weißem Kern, die rotbraune Binde ist meist an der Ader 4 etwas eingeschnürt[7].

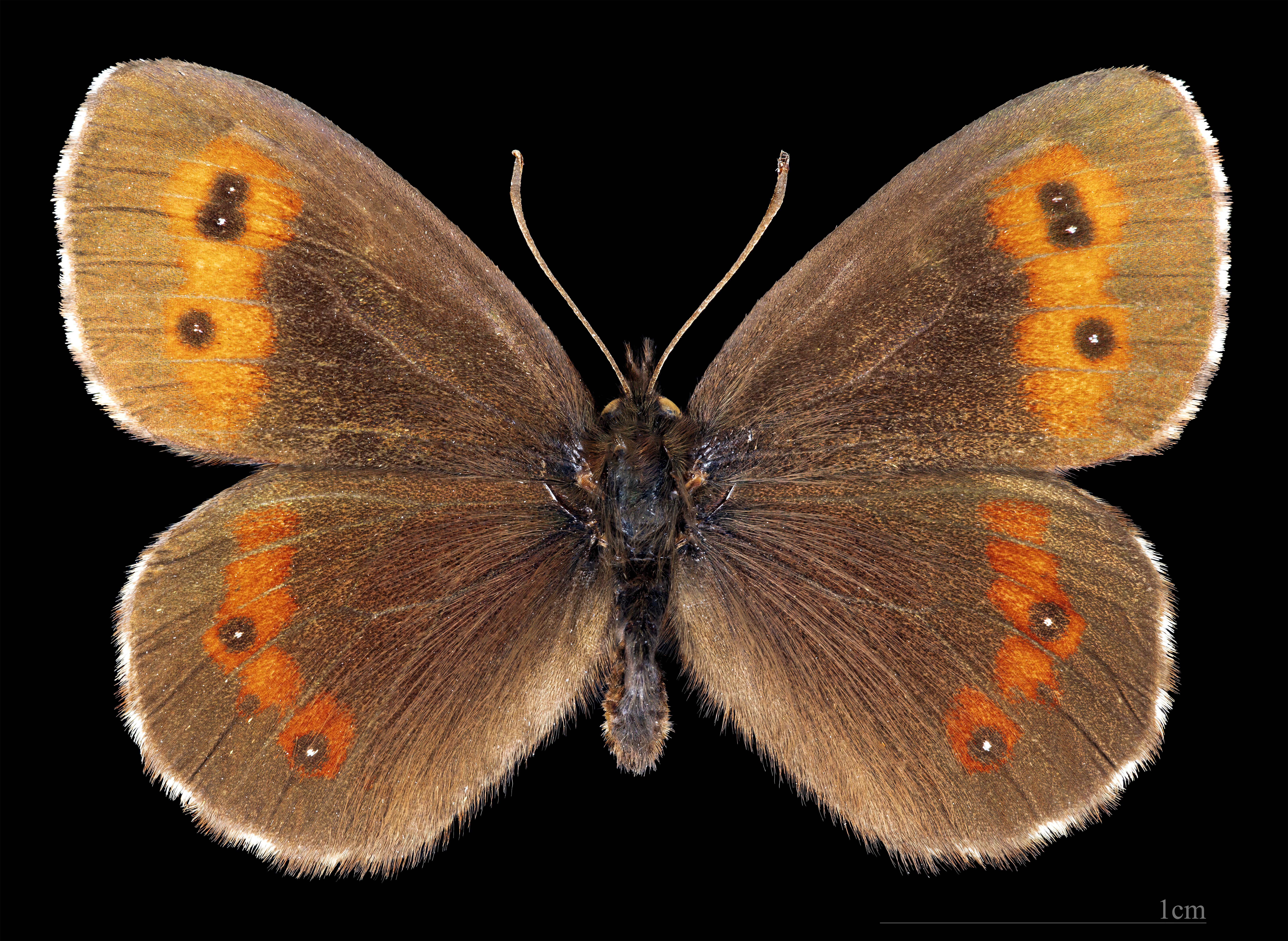
Erebia euryale adyte ♂
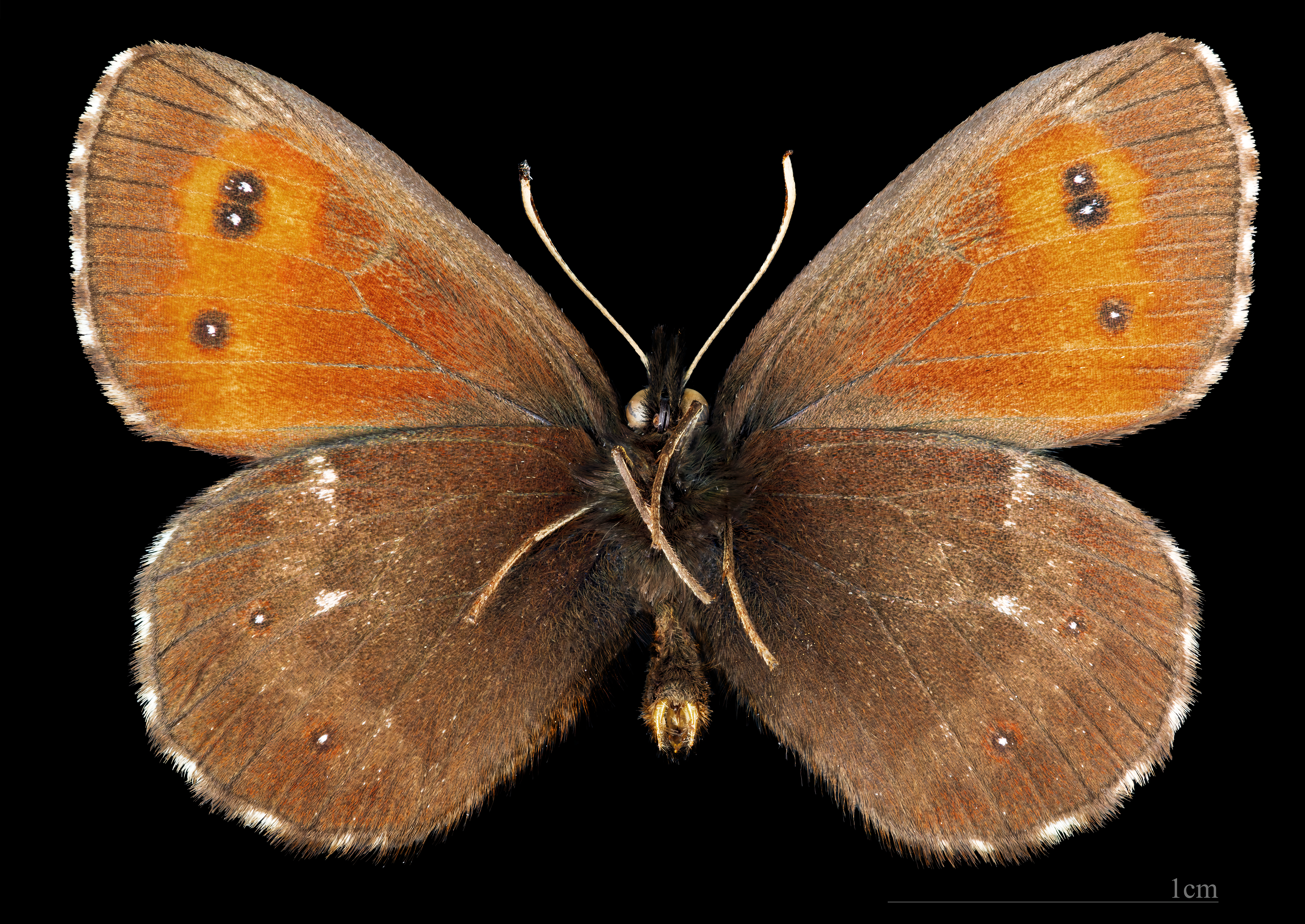
Erebia euryale adyte ♂   △

- Erebia euryale ocellaris Staudinger, 1861, in den Ostalpen und Südalpen östlich des Ortlers. Bei dieser ist die rotbraune Binde stark reduziert, so dass meist nur rotbraune Flecke um die punktförmigen, ungekernten Augenflecke zu sehen sind. Zwischenformen mit reduzierter Binde kommen lokal in der Schweiz vor[7]. Schmitt & Haubrich (2008) stellten aber nur sehr geringe genetische Unterschiede zu  Erebia euryale isarica fest und betrachten ocellaris lediglich als lokale Formrasse.[8]
- Erebia euryale isarica Heyne, 1895, Nordalpen, Schweizer Jura, französisches Zentralmassiv, bei den Männchen sind die Augenflecke blind[7]
- Erebia euryale syrmia Fruhstorfer, 1909, Balkanhalbinsel, Bulgarien[9], Rumänien[10]

Dazu kommen noch die Populationen der Pyrenäen und des Kantabrischen Gebirges, die sich molekulargenetisch deutlich von den Populationen der Westalpen und Alpen unterscheiden. Hier wäre der Name antevortes Verity, 1927 verfügbar, der aber von den Autoren der Studie nicht gebraucht wird. Unklar ist die Ausdehnung des Taxons nach Osten. Tatarinov & Dolgin (1997) betrachteten noch euryaloides Tengström, 1893 als Unterart von E. euryale. Die Population im Nordural wurde als E. euryale arctica ebenfalls zum Taxon gestellt. Auch Vadim Tshikolovets folgte noch 2003 dieser Auffassung.
Eine viel stärker aufgesplittete Taxonomie von Erebia euryale schlugen Korshunov & Nikolaev (2004) vor. Sie sprechen vom Erebia euryale-Artkomplex. Danach unterteilt sich Erebia euryale s. str. in die folgenden Unterarten:
- Erebia euryale tramelana Reverdin, 1918
- Erebia euryale isarica Heyne, 1895
- Erebia euryale tatrica Strand, 1915
- Erebia euryale euryale (Esper, 1805)
- Erebia euryale syrmia Fruhstorfer, 1909
- Erebia euryale segregata Reverdin, 1918

Die Populationen der Pyrenäen und des Kantabrischen Gebirges werden als separate Art Erebia antevortes Verity, 1927 abgetrennt und in drei Unterarten unterteilt:
- Erebia antevortes antevortes Verity, 1927, Hochpyrenäen
- Erebia antevortes cantabricola Verity, 1927, Kantabrisches Gebirge
- Erebia antevortes pyraenaeicola Goltz, 1930, Ostpyrenäen

Außerdem wurden zwei Populationen in den Ostkarpaten als Erebia polonina Nikolaev, 2004 und Erebia limena Nikolaev, 2004 als eigenständige Arten abgetrennt.
Die frühere Unterart euryaloides Tengström 1869 wird als eigenständige Art betrachtet mit fünf Unterarten:
- Eerebia euryaloides euryaloides Tengström, 1869
- Eerebia euryaloides flaveoides Korshunov et Tatarinov, 1996
- Eerebia euryaloides taiga Nikolaev & Korshunov, 2004
- Eerebia euryaloides zhuravskyi Nikolaev & Korshunov, 2004
- Eerebia euryaloides arctica Poppius, 1906.

Die in der konservativen Auffassung als Unterart angesehene euryale adyte (Hübner) wird von diesen Autoren ebenfalls als eigenständige Art bewertet mit folgenden Unterarten:
- Erebia adyte adyte (Hübner, 1822), südliche West- und Zentralalpen
- Erebia adyte etobyma Fruhstorfer, 1909 (? = phoreta Fruhstorfer, 1918), Seealpen
- Erebia adyte brutiorum Turati, 1911, Apennin

In den Artkomplex gehört nach diesen Autoren auch noch Erebia ocellaris Staudinger, 1861 und Erebia iremelica Korshunov, 1995 aus dem Mittleren und Südlichen Ural-Gebirge. Nach den molekulargenetischen Untersuchungen von Schmitt & Haubrich (2008) und morphologischen Studien von Sonderegger (2005) dürfte sich diese weitgehende Zersplitterung von Erebia euryale wohl nicht durchsetzen.